# Новые имена (фонд)
Фонд «Новые имена» — межрегиональная благотворительная организация, занимающаяся поиском, отбором и поддержкой молодых музыкантов, художников и поэтов, представляющих разные страны, культуры, исполнительские школы.
Фонд был создан в 1992 году на основе Международной благотворительной программы «Новые имена», существующей с 1989 года. Автором и создателем Программы и Фонда является Иветта Николаевна Воронова- Первый Президент Фонда «Новые имена», заслуженный деятель искусств Российской Федерации, лауреат Премии города Москвы. Первые деньги на программу в 1989 году дал американский пианист Ван Клиберн.
С 2008 года президентом Фонда является Денис Мацуев.

## Деятельность Фонда
Фонд проводит мастер-классы известных профессоров и педагогов в России, странах СНГ и Балтии, организует творческие школы в Паланге, Петрозаводске, Тольятти, Якутии, Феодосии, Ханты-Мансийском автономном округе, Сыктывкаре, Кыргызстане.
Фондом проведено более 4000 концертов в более 100 городах России.
Фонд выпускает компакт-диски «Новые имена», на которых звучит сольная и ансамблевая музыка в исполнении стипендиатов Фонда «Новые имена»; поэтические сборников «Новые имена», каталоги работ юных художников, а также каталог поэтических и художественных работ «Пою мое Отечество» к 60-летию Великой Победы.
Благодаря деятельности Фонда поддержку получили более 11000 юных российских талантов, среди них более 4000 стали стипендиатами Фонда.
Фонд «Новые имена» действует при поддержке Совета Федерации Федерального Собрания Российской Федерации, Президентской программы «Дети России» подпрограммы «Одаренные дети», Министерства культуры Российской Федерации, Министерства иностранных дел Российской Федерации, Министерства образования и науки Российской Федерации, Федерального агентства по образованию, Министерства культуры Московской области, Правительства Москвы: Департамента культуры, Комитета общественных связей и Департамента внешнеэкономических и международных связей города Москвы и ряда Администраций субъектов Российской Федерации.

## Фестивали
Фонд «Новые имена» постоянно проводит детские и юношеские фестивали, среди них Фестиваль детского творчества «Новые имена Москвы», «Новые имена Санкт-Петербурга», «Новые имена Подмосковья». Фонд является постоянным участником Фестиваля «Новые имена» в Нижнем Новгороде", а также Международного музыкального Фестиваля «Звезды на Байкале», художественным руководителем которого является президент Фонда, Народный артист России Мацуев Денис Леонидович, Музыкального Фестиваля «Крещендо» и многих других. В рамках фестивалей профессора и педагоги ведущих творческих учебных заведений Москвы проводят мастер-классы и прослушивания юных музыкантов. Участники фестивалей получают приглашения в творческие школы. Фестивали завершаются гала-концертам с участием победителей. Все конкурсы и фестивали «Новых имен» направлены не только на выявление победителей, а и на оказание помощи и поддержки в их творческом росте.

#### Регламент
Фестиваль детского творчества «Новые имена Москвы» проводится с 1999 года, что дает возможность учащимся музыкальных, художественных школ, школ искусств и изостудий города Москвы представить своё творчество.